# Complexo de Ghon

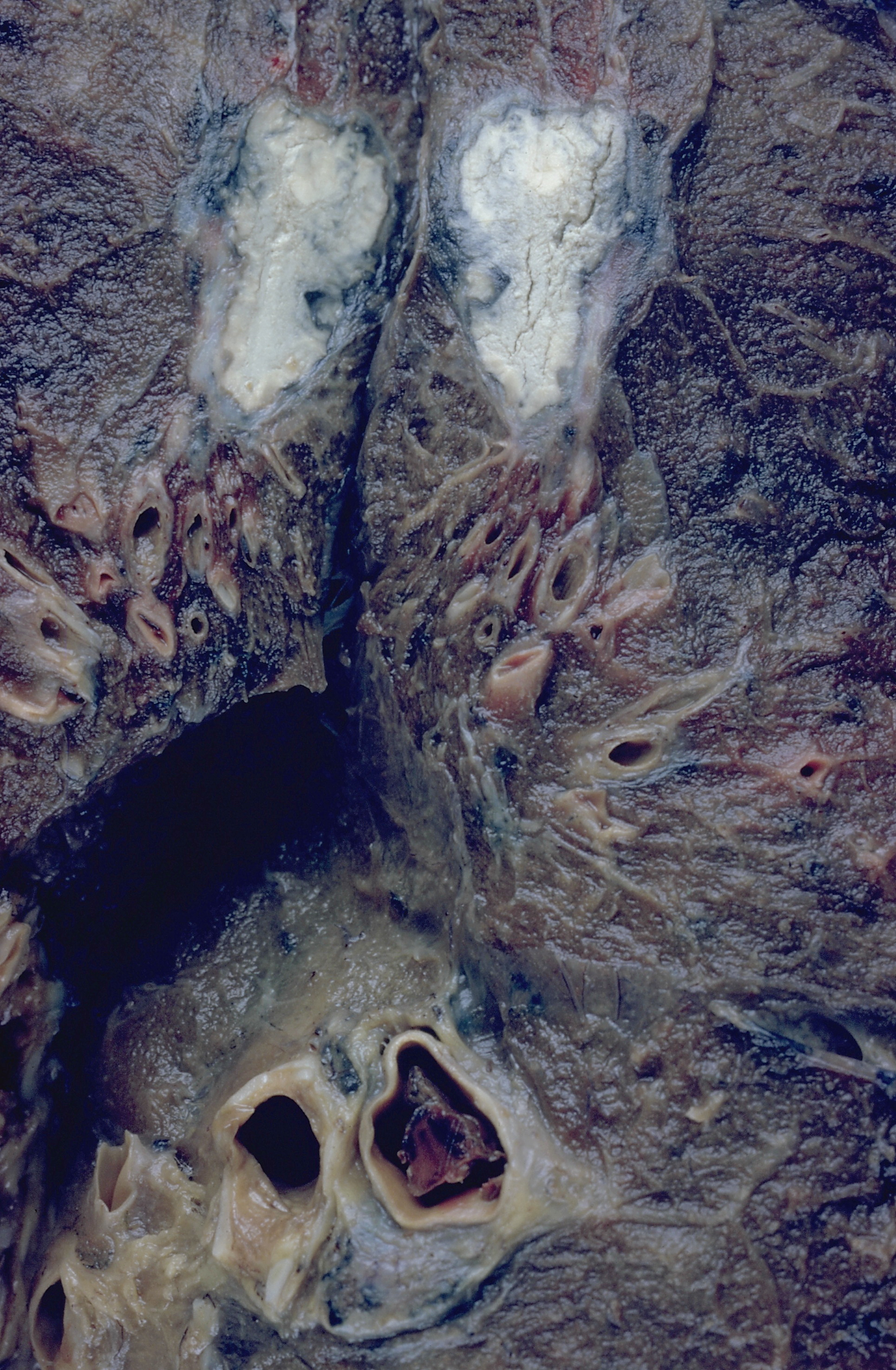
Dois complexos de Ghon (nódulos calcificados) na região superior do pulmão

O complexo de Ghon é uma lesão pulmonar causada pela tuberculose. As lesões consistem em focos de infecção calcificados e um nódulo linfático associado. Essas lesões são particularmente comuns em crianças e podem abrigar bactérias viáveis, sendo fontes de infecção a longo prazo, podendo estar envolvidas no ressurgimento da doença na velhice.
Em países onde o leite infectado foi eliminado, a tuberculose primária quase sempre se inicia nos pulmões. Tipicamente, os bacilos inalados se alojam nas vias aéreas distais do lobo superior, ou na parte superior do lobo inferior, geralmente próximo à pleura. Com o desenvolvimento da sensitização, uma área de 1 a 1.5 cm de inflamação branco-acinzentada endurecida surge, sendo conhecida como foco de Ghon. Na maioria dos casos, o centro desse foco desenvolve necrose cásea. Bacilos tuberosos, seja livres ou no interior de fagócitos, são drenados para os nódulos regionais, que frequentemente acabam por também formar cáseos. Essa combinação de lesão pulmonar parenquimal e envolvimento dos nódulos é conhecida como o  complexo de Ghon. Durante as primeiras semanas ocorre ainda uma disseminação linfática e hematógena para outras partes do corpo. Em aproximadamente 95% dos casos, o desenvolvimento da imunidade através das células controla a infecção. Dessa forma, o complexo de Ghon passa por fibrose progressiva, geralmente seguida de uma calcificação detectável por radiografia (complexo de Rank), e apesar da dispersão para outros órgãos, nenhuma lesão se desenvolve.

## Complexo de Rank
Apesar de serem comumente confundidos, o complexo de Ranke e o complexo de Ghon não são sinônimos. O complexo de Ranke é uma evolução do complexo de Ghon (resultante de uma maior recuperação e calcificação da lesão).